# Акурейрі
А́курейрі (ісл. Akureyri) — найбільше місто північної Ісландії, поза Великим Рейк'явіком (ісл. Höfuðborgarsvæðið) — друге за величиною в країні, а також муніципалітет, хоча повна назва останнього — Akureyrarbær. Популярний туристичний осередок. Адміністративний центр регіону Нордурланд-Ейстра. Станом на 2021 рік населення міста становило 19,936 мешканців. Розташоване у внутрішній частині фіорду Ейяфйордур. Місто є старим торговим осередком, найстарша згадка сягає 1602 року. 
Центр торгівлі, послуг, освіти, туризму та комунікацій на півночі країни. Тут існує тривала традиція обробки морських та сільськогосподарських продуктів. Діють дві середні школи (коледжі) та університет. Місто називають Столицею Північної Ісландії (ісл. Höfuðstaður Norðurlands). Акурейрі розташоване на головній автодорозі Ісландії — Кільцевій дорозі, на відстані 387 км від Рейк'явіка. 
З 2004 року до складу муніципалітету належить острів Хрісей (Hrísey), а з 2009 також Ґрімсей (Grímsey).  

## Назва
Назва Akureyri утворилась з поєднання двох ісландських слів: akur (поле) та eyri (піщана мілина), що дослівно означає піщане узбережжя або піщаний мис. 

## Історія

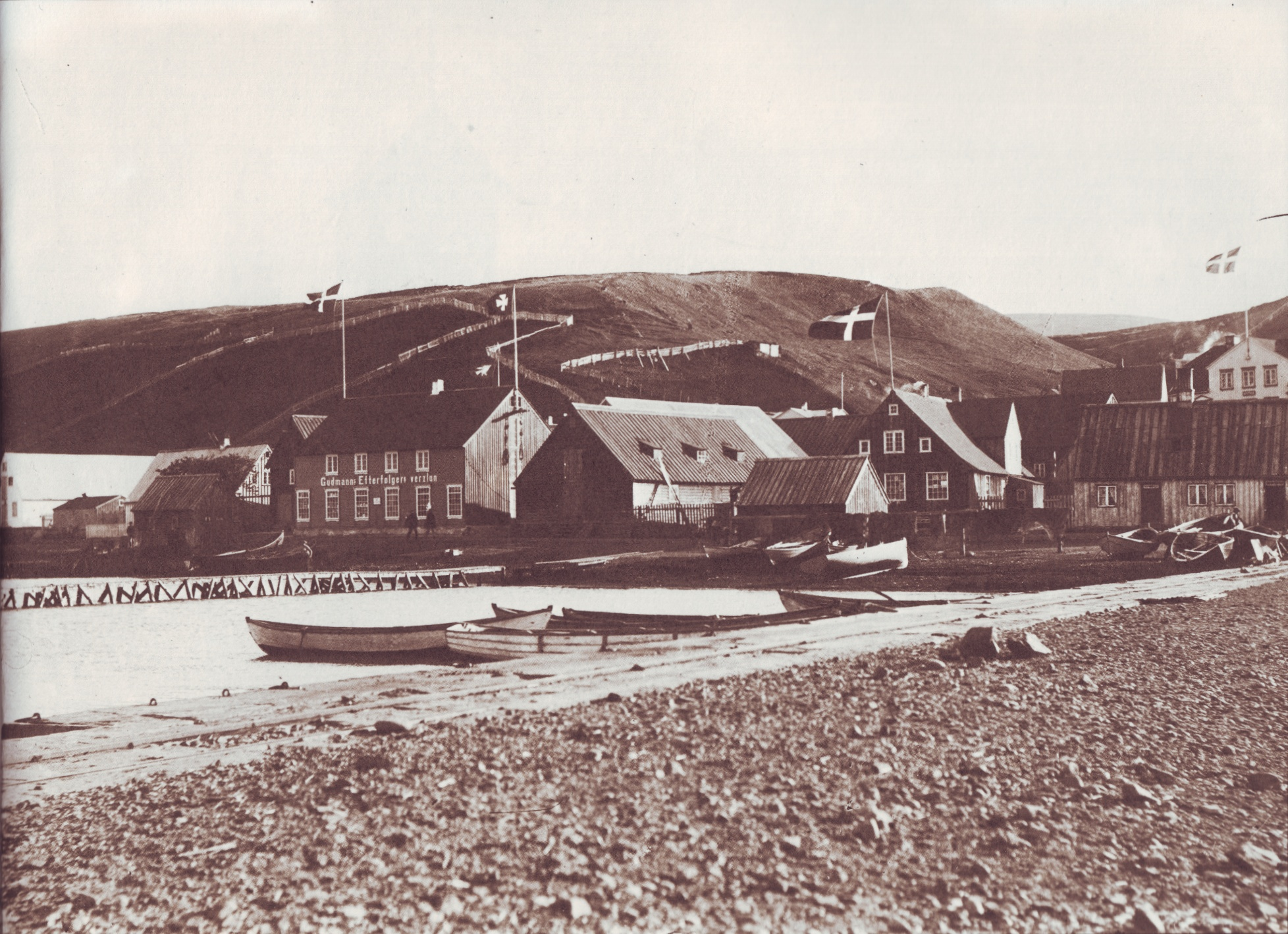
Акурейрі наприкінці 19 століття

Перші поселення на терені міста датуються 9 століттям н. е., коли тут оселився вікінг на ім'я на Хельґі маґрі (ісл. magri — худий) Ейвіндарсон. Перша згадка про Акурейрі є у судових записах від 1562 року. Протягом 17 століття тут оселяються датські купці, головним чином завдяки природній гавані та хорошій сільськогосподарській землі в цій місцевості. Однак датчани не проживали в Акурейрі упродовж цілого року, адже взимку свої будинки вони замикали і повертались домів. Постійне поселення в Акурейрі утворилося 1778 року, а міські права місто отримало лише у 1786 році . Міські права Акурейрі та іншим п'ятьом містам надав тогочасний король Данії (і також Ісландії). Дією дією король сподівався покращити умови життя ісландців, оскільки до того часу Ісландія ще ніколи не мала міських територій.   
Упродовж Другої світової війни Акурейрі було однією з трьох повітряних баз, які використовувала британсько-норвезька ескадрилья No. 330 Squadron RNoAF. Університет Акурейрі (ісл. Háskólinn á Akureyri) був заснований у 1987 році і сьогодні він швидко розвивається.   
У 2004 році муніципалітет острова Хрісей, що за 35 кілометрів на північ від міста, став частиною муніципалітету Акурейрі. Хрісей з населенням 210 осіб є другим за величиною островом Ісландії і є місцем для карантину домашніх тварин та худоби. У 2009 році до муніципалітету Акурейрі був приєднаний муніципалітет Ґрімсей. У 2021 р. Акурейрі відсвяткувало 159 років з того часу, як місто отримало міські права.
З початком повномасштабного російського вторгнення в Україну місто Акурейрі прийняло 50 українських біженців.  

## Землепис

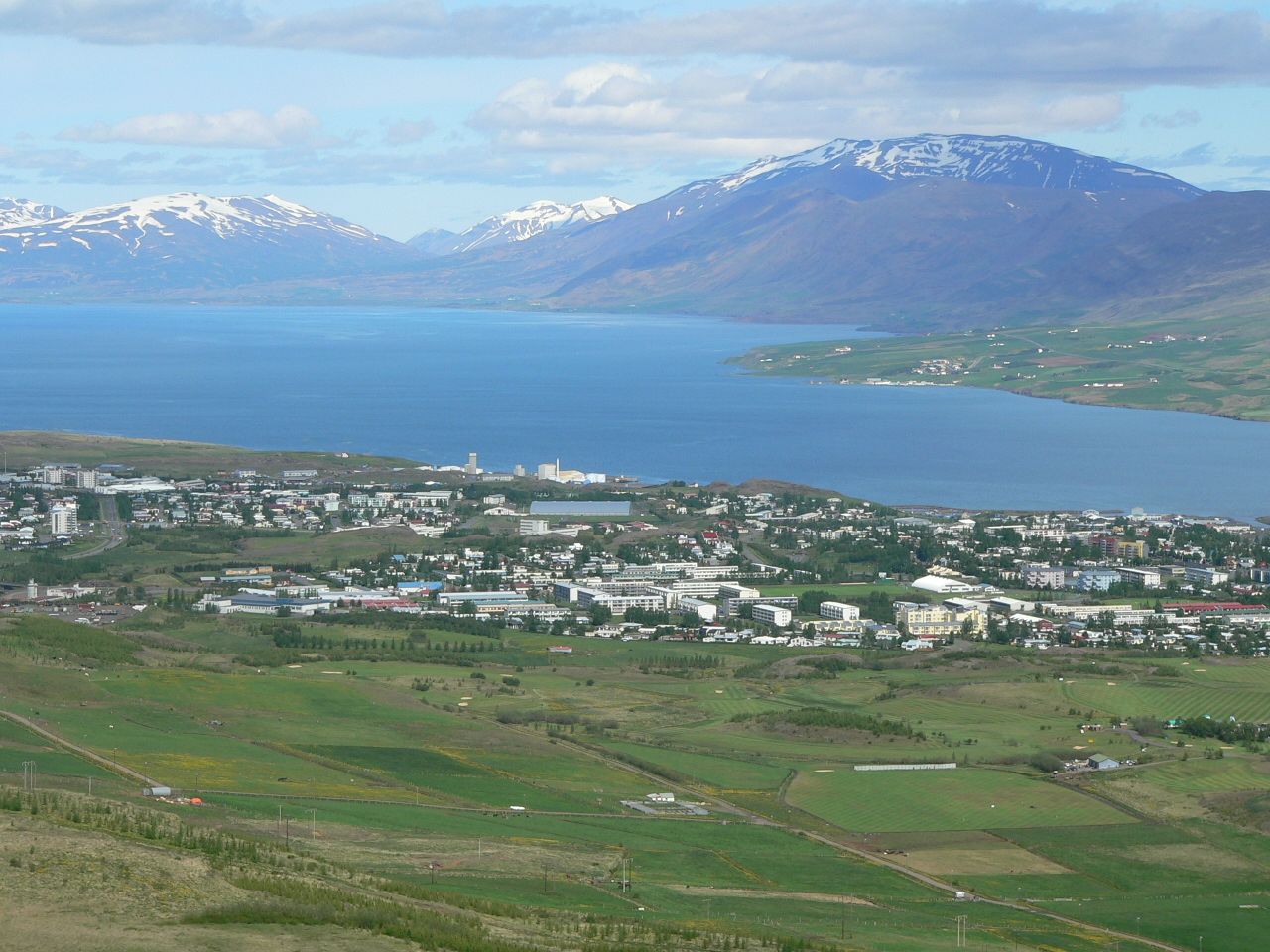
Краєвид на місто та фйорд

Акурейрі розташоване на західній стороні внутрішнього кінця фіорду Ейяфйордур (ісл. Eyjafjörður). Через місто протікає річка Ґлерау. Акурейрі оточене горами, які захищають місто від вітрів. Найвищими з навколишніх гір є Сулюр (1213 м.), Strýta (1451 м.) та Kista (1,447 м.). Гора Сулюр видніється з багатьох точок міста. Гори Strýta та Kista розташовані за 10 кілометрів в західному напрямку від Акурейрі. Околиці навколо міста є одними з найтепліших в Ісландії, незважаючи на те, що ці терени розташовані на відстані всього 100 км (62 милі) від північного полярного кола. Неподалік міста лежить невеликий льодовик Віндхеймайокютль (ісл. Vindheimajökull).

### Клімат

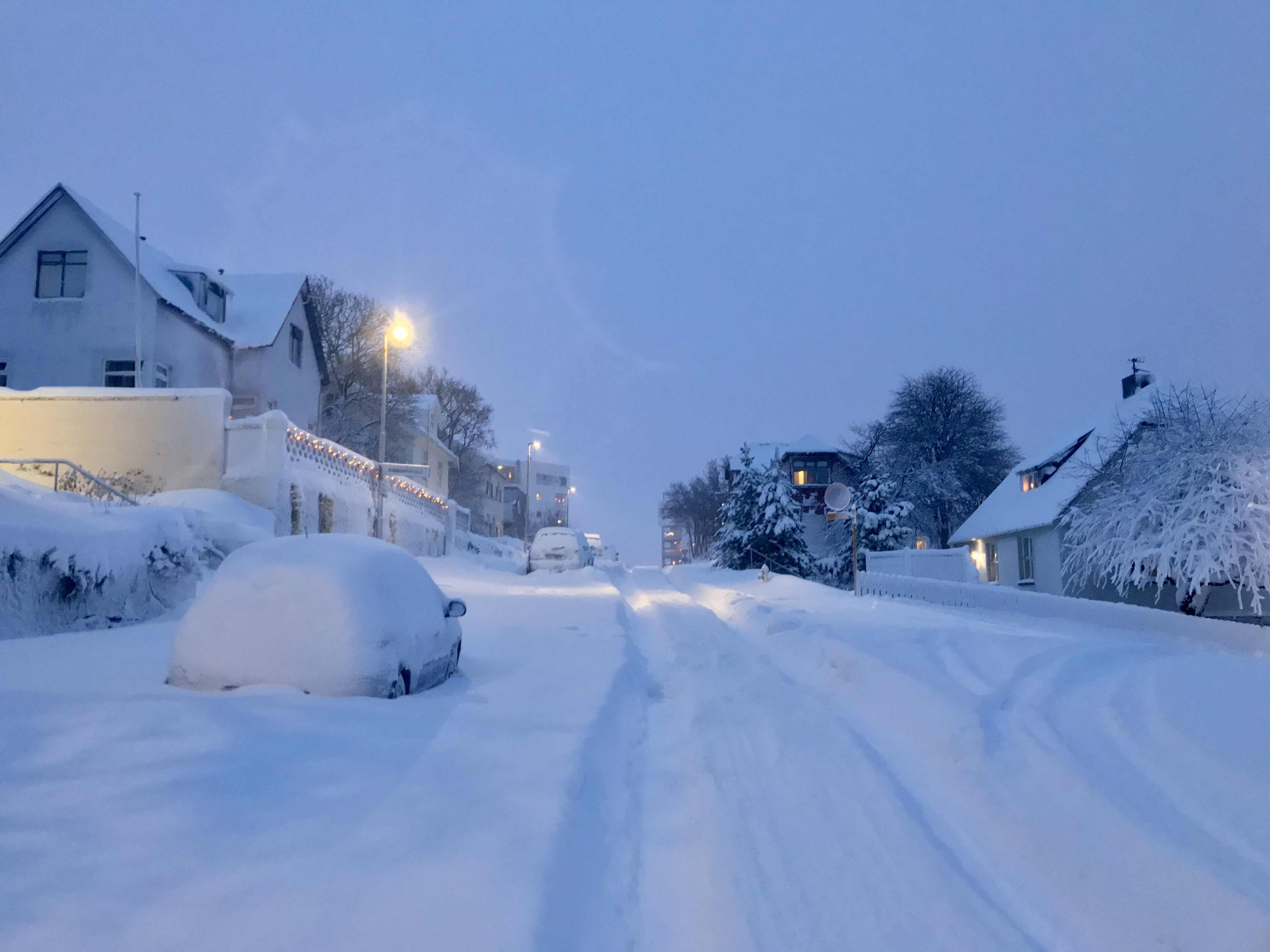
вул. Brekkugata у грудні

Клімат міста, незважаючи на його північне розташування, є відносно м'яким через географічні показники в цьому терені. В Акурейрі переважає субарктичний клімат (за класифікацією Кеппена: Dcs), з досить холодною, хоча й не суворою зимою. Взимку бувають сильні снігопади та заметілі. Хуртовини та заметілі інколи спостерігаються вже від початку листопада. Натомість літо буває переважно м'яким. Сніговий покрив починає формуватися наприкінці жовтня і тане у квітні. Проте сніг інколи може лежати на верхівках гір навколо Акурейрі цілорічно. Акурейрі є дуже похмурим містом з середнім показником у 1,029 сонячних годин на рік. З листопада по лютий місяць в місті майже не спостерігаються сонячні дні. Рівень опадів в Акурейрі набагато нижчий, ніж на півдні Ісландії, оскільки в місті переважають вітри з півдня. Таким чином рівень опадів складає лише п'яту частину від тих, які можна спостерігати у Вік і Мірдал.

## Населення
Станом на 1 серпня 2021 року в Акурейрі проживало 19,936 осіб постійного населення. Близько 3% всього населення — іноземці з 53 країн світу.  

## Економіка

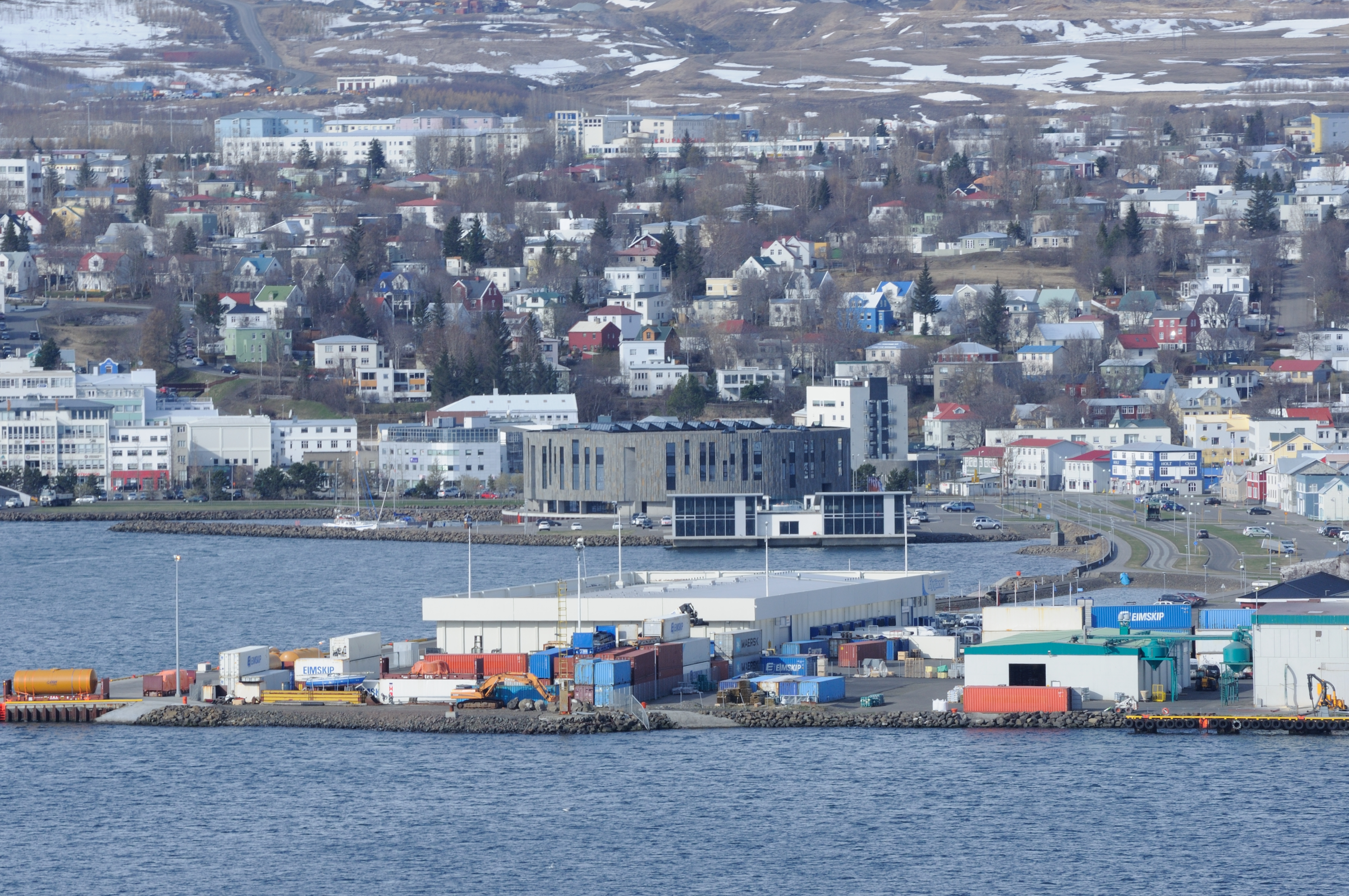
Міська панорама

Історично риболовецька галузь завжди була значною та важливою частиною місцевої економіки. У крайні роки також розвинулись й інші галузі промисловості та бізнесу. Вища освіта є сектором місцевої економіки, яка стрімко зростає. Коло 20% робочої сили міста зайняті у сфері послуг. Дві з п'яти найбільших риболовецьких компаній Ісландії мають свої штаб-квартири в Акурейрі. Інші великі компанії Акурейрі: Samhejri, Norðurmjólk, Brim hf, Vífilfell — найбільша пивоварня в Ісландії. Лікарня міста Акурейрі (ісл. Sjúkrahús Akureyrar) є основним роботодавцем у цьому районі та є однією з двох найбільших лікарень Ісландії. 

## Культура

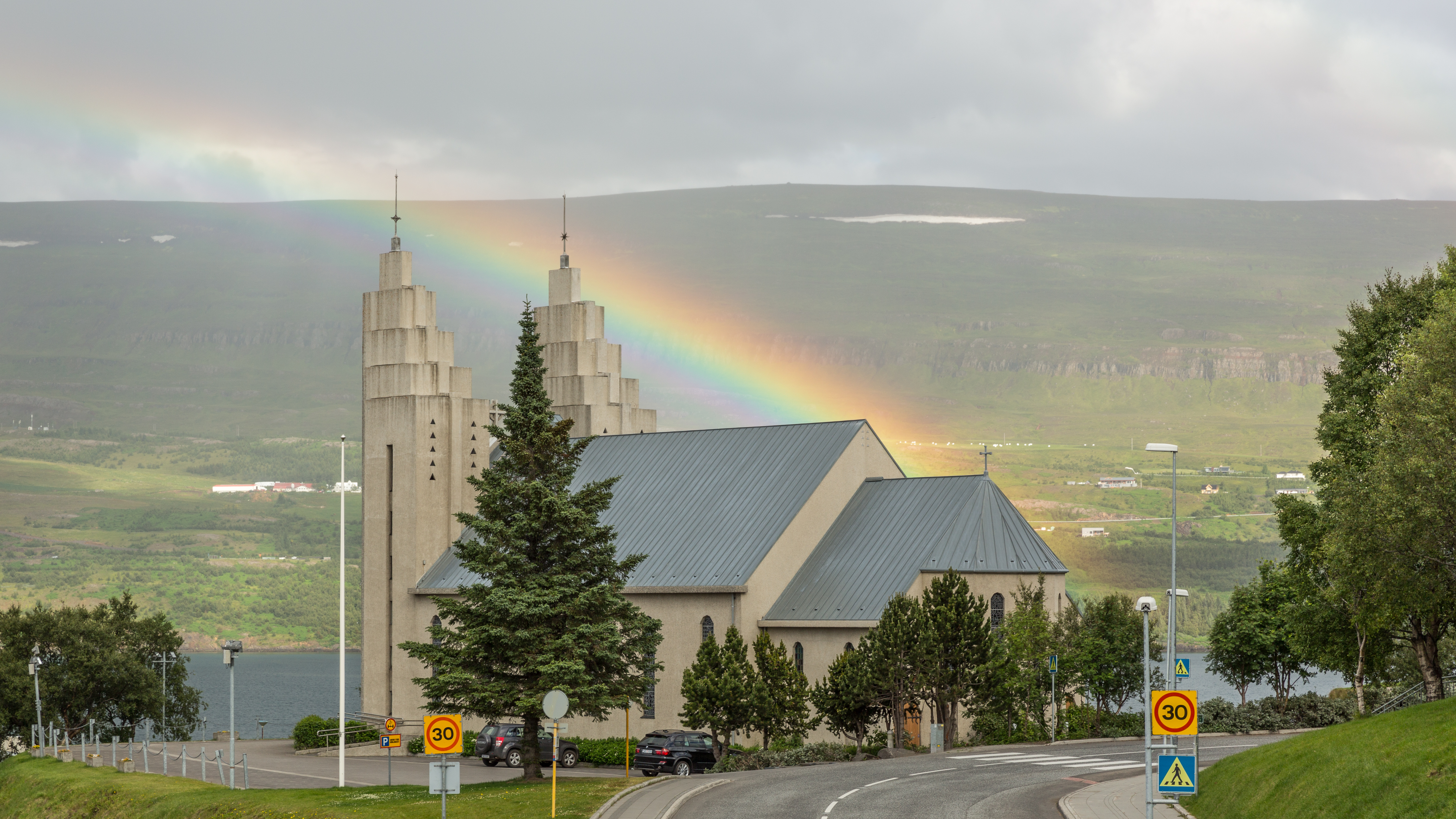
Церква та веселка

Місто має досить розвинене культурне життя з багатьма подіями. Тут є багато барів та відомих ресторанів, таких як Greifinn, Bautinn, Rub 23, Götubarinn та інші. Ісландський ансамбль народного танцю "Vefarinn" походить з Акурейрі. Народна культура, як правило, частіше зустрічається в Акурейрі, ніж у Рейк'явіку. Влітку в Акурейрі та околицях відбувається декілька фестивалів. Прикладом може служити середньовічний фестиваль, який проводиться щоліта в Gásir. У місті також є одна з найбільших бібліотек країни (ісл. Amtsbókasafnið á Akureyri).  

### ЗМІ
В Акурейрі публікується щотижнева газета Vikudagur, електронне видання Akureyri.net. Ісландська національна служба мовлення (ісл. Ríkisútvarpið) веде мовлення через два радіоканали по всій країні. В місті також ведуть мовлення локальні радіостанції FM Akureyri та Voice FM 98.7. У Акурейрі можна дивитись кілька телевізійних станцій. Студія телевізійної станції N4 розташована в Акурейрі. N4 був започаткований, як місцевий канал, але у 2008 році розпочав мовлення по всій країні.

## Міська забудова

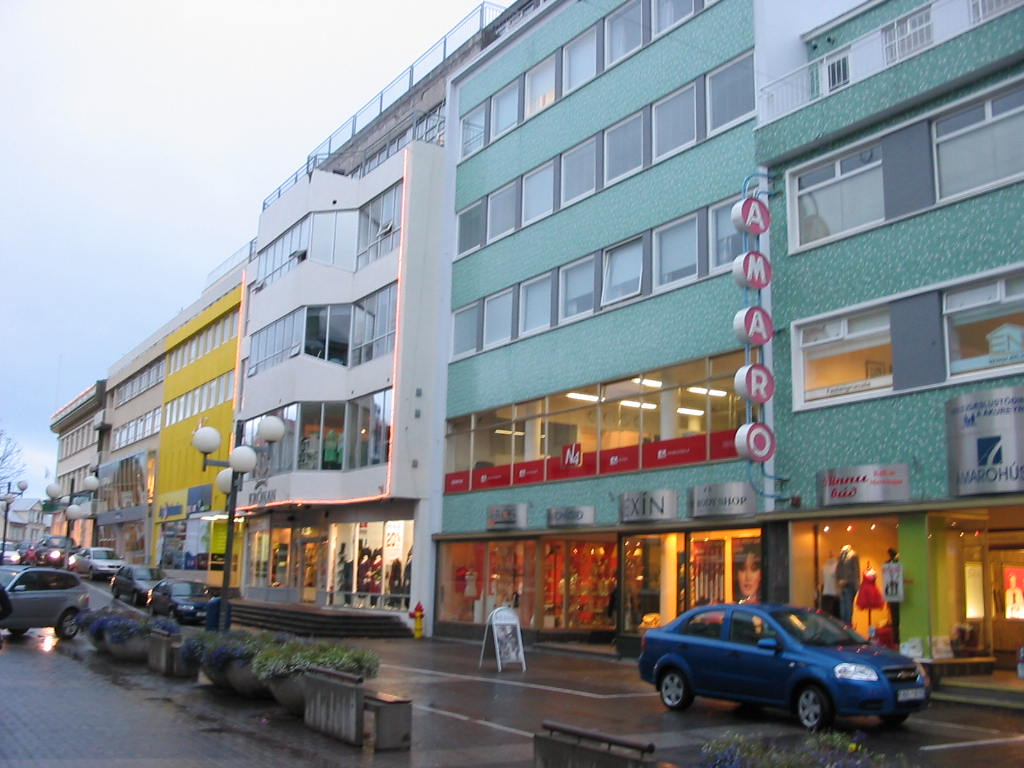
Забудова в центрі міста

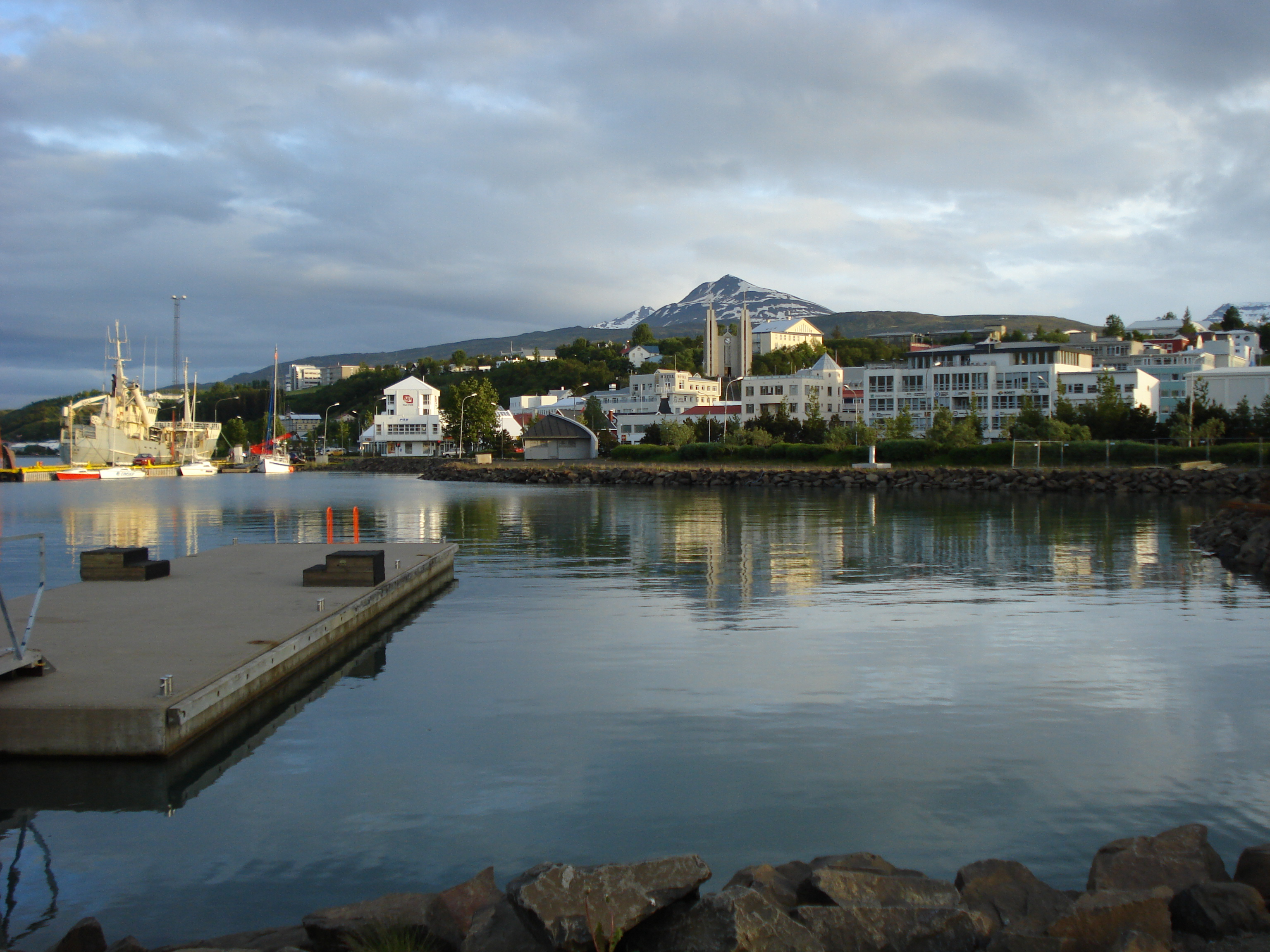
Краєвид міста

Будівля церкви в Акурейрі (ісл. Akureyrarkirkja) збудована у 1940 р. В місті діє музей промисловості Ісландії, ботанічний сад Акурейрі (ісл. Lystigarður Akureyrar) та інші визначні місця.   

## Міське самоврядування
Містом керує міська рада, яка обирається у безпосередніх виборах особами, котрі досягли 18-річного віку і є мешканцями Акурейрі. Міська рада налічує 11 членів, які обираються на чотирирічний термін. Мер призначається радою: зазвичай обирається один із членів ради, але також мер може бути призначений, який не є членом ради.
Перелік мерів Акурейрі
- 1919–1934 - Jón Sveinsson
- 1934–1958 - Steinn Steinsen
- 1958–1967 - Magnús Guðjónsson
- 1967–1976 - Bjarni Einarsson
- 1976–1986 - Helgi M. Bergs
- 1986–1990 - Sigfús Jónsson
- 1990–1994 - Halldór Jónsson
- 1994–1998 - Jakob Björnsson
- 1998–2007 - Kristján Þór Júlíusson
- 2007–2009 - Sigrún Björk Jakobsdóttir
- 2009–2010 - Hermann Jón Tómasson
- 2010–2018 - Eiríkur Björn Björgvinsson
- 2018–до сьогодні - Ásthildur Sturludóttir

## Міста-побратими

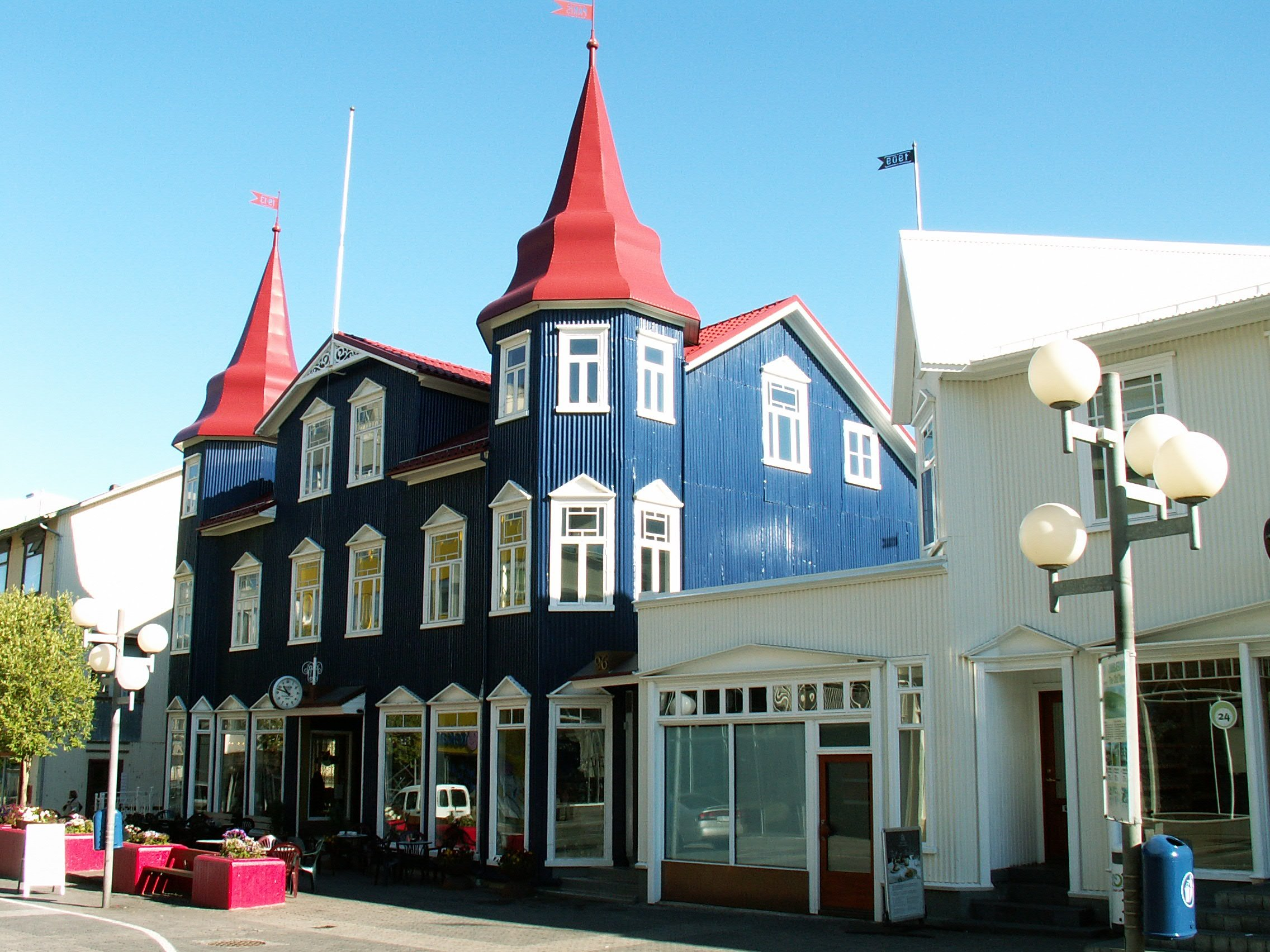
Головна вулиця міста Hafnarstræti

На сьогодні містами-побратимами Акурейрі є:
- Олесунн, Норвегія
- Денвер, США
- Ґімлі, Канада
- Гапнарфіордюр, Ісландія
- Лахті, Фінляндія
- Нарсак, Ґренландія
- Раннерс, Данія
- Vágur, Фарерські Острови
- Вестерос, Швеція

## Освіта та наука

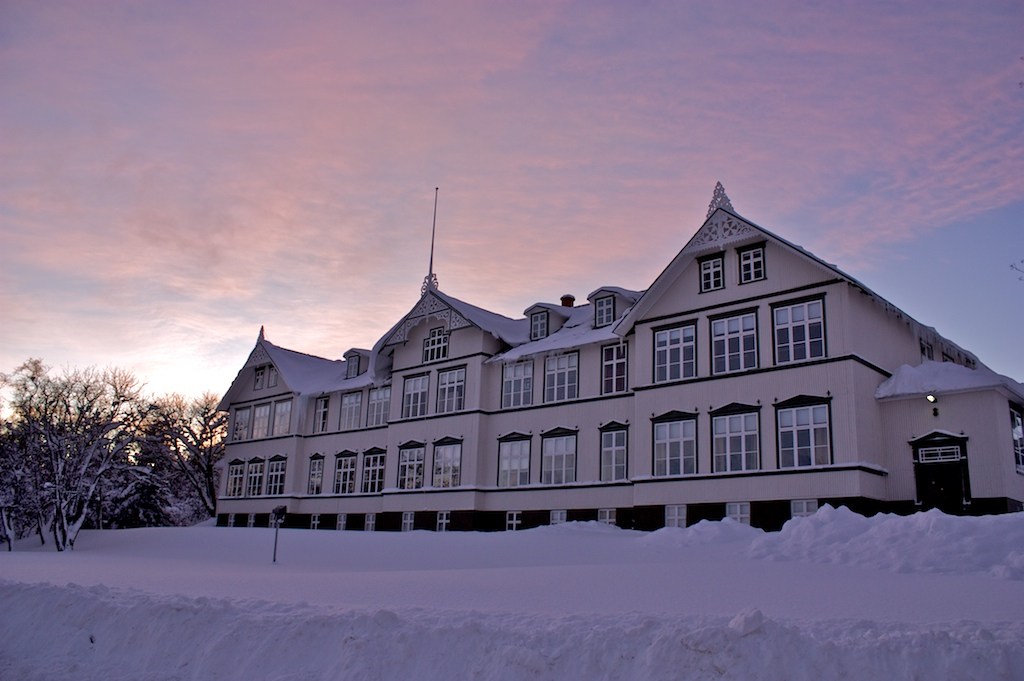
Середня школа (Menntaskólinn á Akureyri)

В Акурейрі є дві середні школи; одна з них є однією з найстаріших в Ісландії. Університет Акурейрі (ісл. Háskólinn á Akureyri) діє з 1987 року. Поділяється на три факультети: Факультет бізнесу та науки, Факультет гуманітарних та суспільних наук, Факультет медичних наук. На базі університету діють декілька дослідницьких центрів: The Conservation of Arctic Flora and Fauna (CAFF), Directorate for Gender Equality, Fisheries Science Center at the University of Akureyri, Icelandic Tourism Research Centre, Northern Research Forum, Protection of the Arctic Marine Environment (PAME), Polar Law Institute, Stefansson Arctic Institute, University of Akureyri Research Centre та інші. 

## Транспорт

### Летовище
Аеропорт Акурейрі (IATA: AEY, ICAO: BIAR) є одним з чотирьох міжнародних аеропортів Ісландії і єдиним міжнародним у всій північній Ісландії. Летовище було споруджене в 1955 році. Регіональна авіакомпанія Air Iceland здійснює кілька рейсів на день з Акурейрі до Рейк'явіку. Авіакомпанія Norlandair здійснює 3-7 щотижневих рейсів на острів Ґрімсей та п'ять тижневих рейсів (у будні дні) до Vopnafjörður та Þórshöfn. Norlandair також здійснює цілорічні рейси до Ґренландії .

### Морський порт

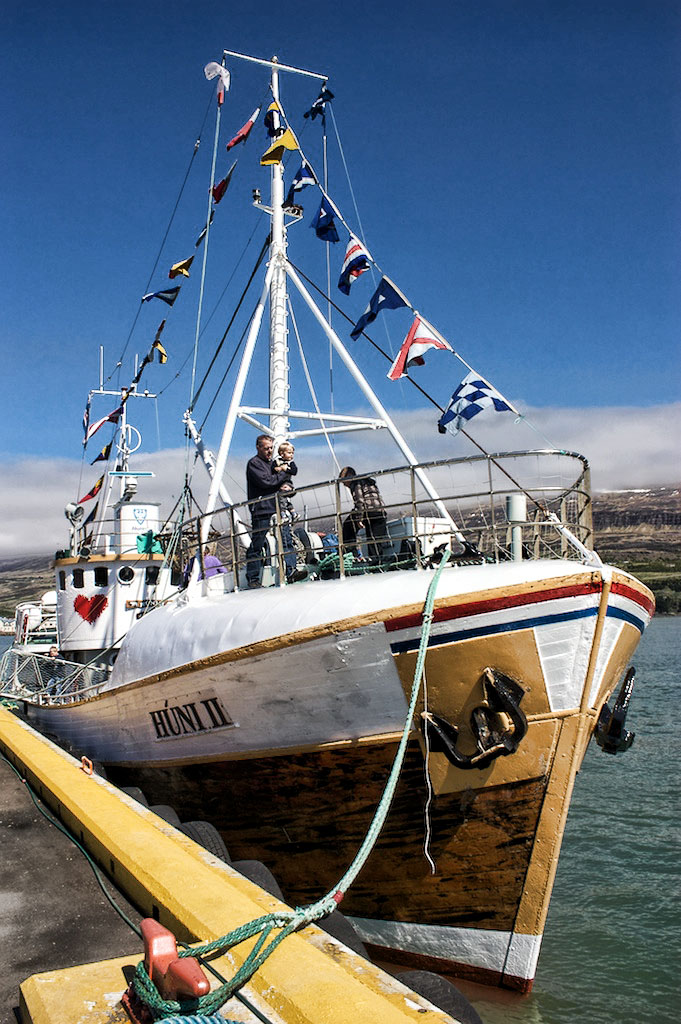
Човен Húni II

Міжнародний порт Акурейрі є життєво важливим для міста, яке свої засоби існування значною мірою забезпечує за рахунок рибальства. Тут розміщуються великі рибопереробні заводи та є причали для траулерів. Порт є також важливим осередком для перевезення вантажів та для туризму, оскільки упродовж літніх місяців в Акурерйрі зупиняються круїзні судна. Порт Акурейрі не замерзає взимку, що стало вагомим елементом виникнення міста.  

### Автомобільний транспорт
Кільцева дорога або Hringvegur з'єднує місто з іншими частинами країни, у тому числі з Рейк'явіком, який розташований на відстані 390 кілометрів від Акурейрі. 
21 грудня 2018 року коло міста відкрито новий тунель Vaðlaheiðargöng, який скоротив відстань дороги від Акурейрі до озера Міватн на 16 км та зробив рух на цьому відрізку головної дороги країни безпечнішим взимку.

### Міський автобус
Місцеві автобусні маршрути обслуговуються компанією Strætisvagnar Akureyrar (Strætó), котрі в межах міста є безкоштовними. Всього а Акурейрі функціонує шість автобусних маршрутів, котрі їздять з 06:25 до 22:55 у робочі дні. На вихідних їздить один автобус з 12:18 до 18:55. Оплата за проїзд була скасована у 2008 році, що призвело до зростання кількості пасажирів на 130% порівняно з попереднім роком. 

### Інші види транспорту
Таксі (Bifreiðastöð Oddeyrar ehf).

## Комунальні послуги
Починаючи з 1928 р. в Акурейрі відбувались невдалі спроби розвитку геотермальної енергії. Лише з кінця 1970-х опалення будинків в Акурейрі здійснюється за допомогою геотермальних джерел. До цього для опалення використовували електроенергію та нафту. Будівництво геотермальної розподільчої системи було розпочато у 1976 р. після відкриття комерційно вигідного джерела роком раніше. Використання розповсюдилось до 1979 р.

## Туризм

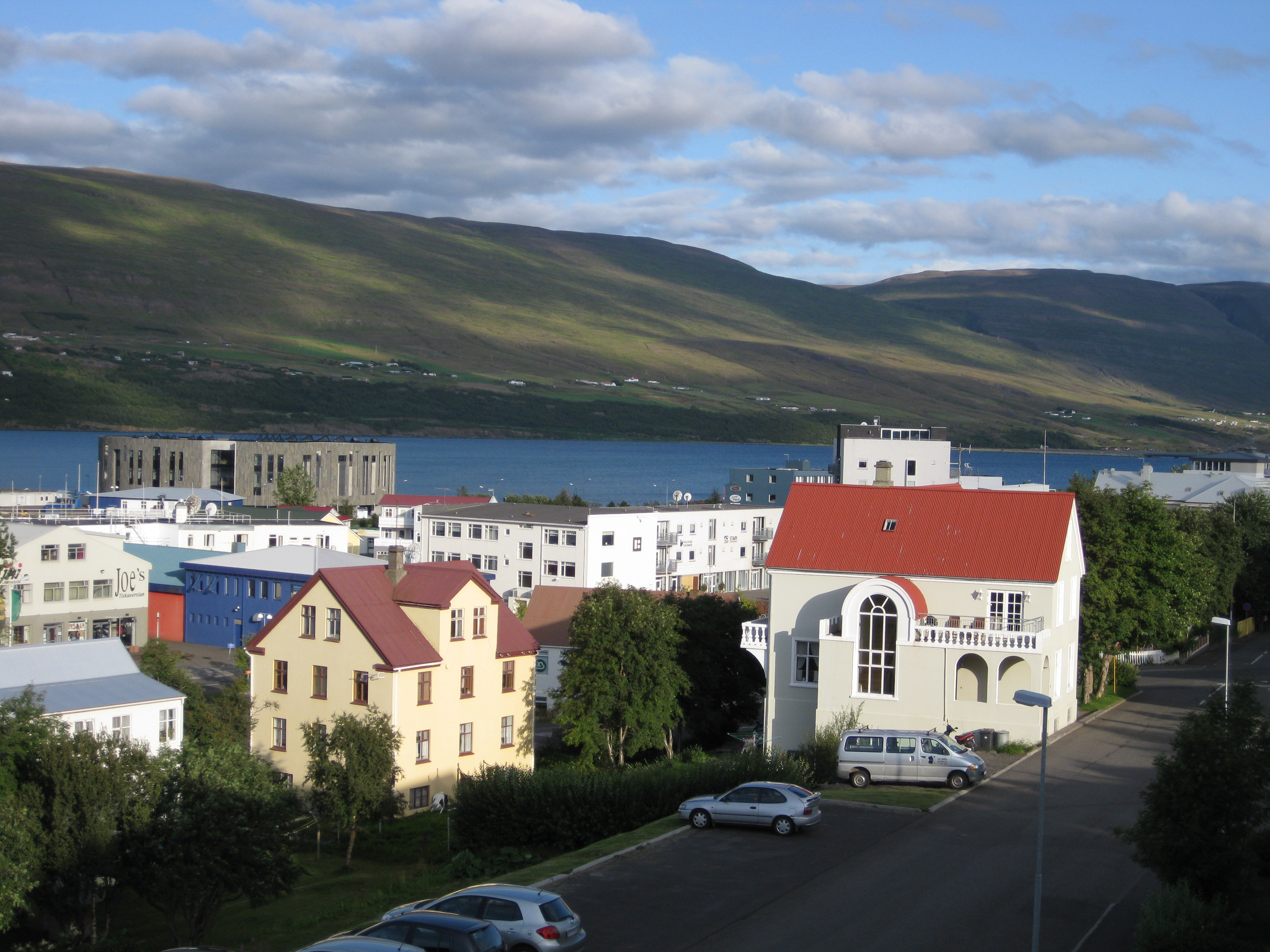
Акурейрі влітку

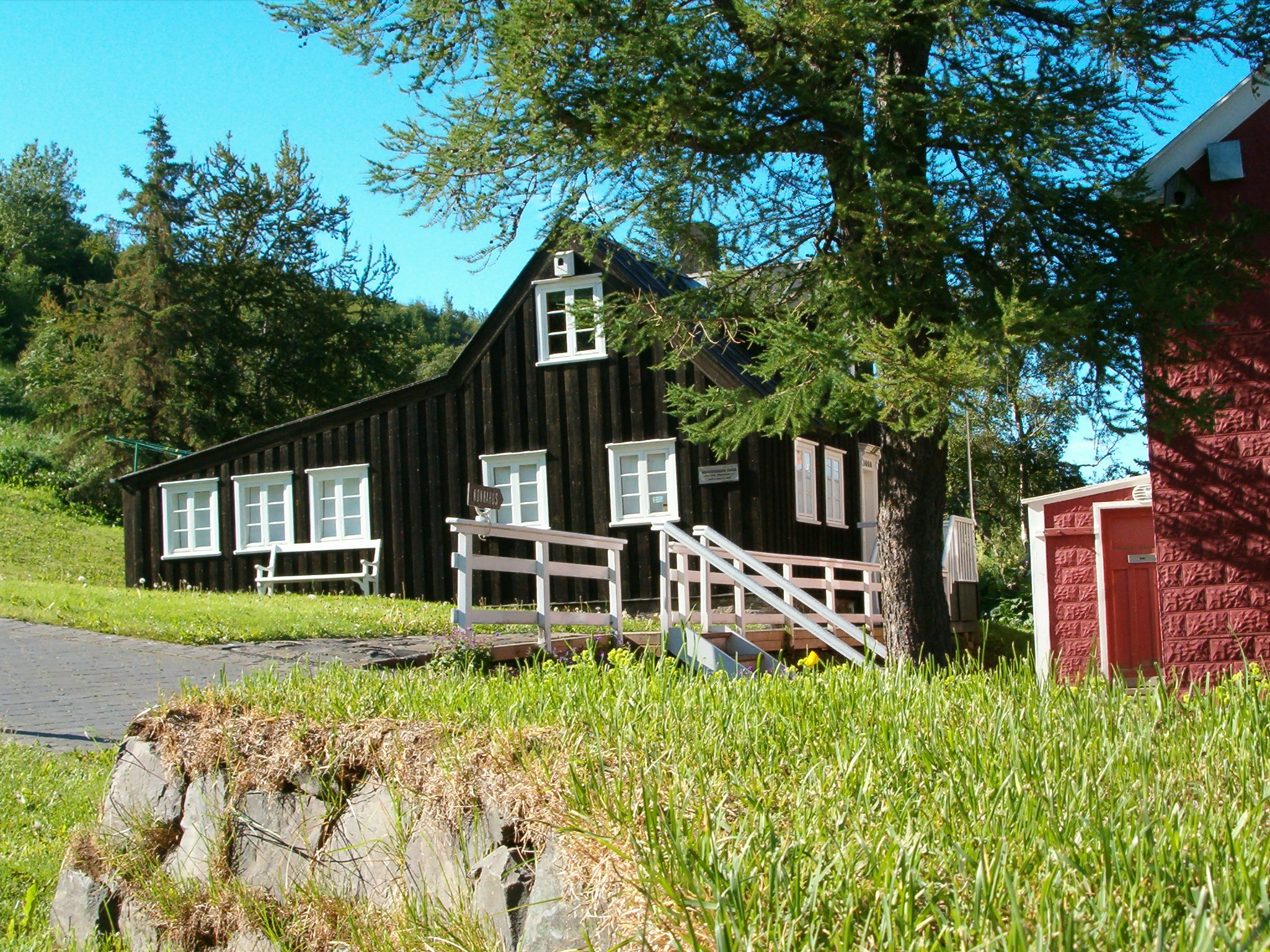
Музей Nonnahús

Акурейрі є найбільшим туристичним осередком півночі Ісландії. Місто приваблює також науковців різних галузей, котрі поєднують туризм та науку. На особливу увагу поблизу та в околицях Акурейрі заслуговують такі місця:
- місто Хусавік — рибальське містечко на відстані 50 км від Акурейрі. Поблизу міста можна спостерігати китів і дельфінів;
- острів Ґрімсей — через північний край острова проходить полярне коло. Острів має площу 5,3 км² з постійним населенням 100 жителів;
- озеро Міватн — розтошоване на відстані 55 км від міста. Має площу 38 км² і досягає глибини 4,5 м. Озеро лежить на висоті 277 м. та заповнює старий льодовиковий басейн, котрий утворився потоком лави. Ісландська назва Міватн означає комарине озеро;
- водоспад Деттіфосс — водоспад розташований на відстані 85 км від міста. Він є одним з найбільших у Європі, оскільки його висота складає 44 м;
- подоспад Ґодафосс — водоспад розташований на відстані 30 км від Акурейрі. Його висота складає 12 м. Назва дослівно означає водоспад богів;
- гора Hlíðarfjall — 5 км від міста, на якій розташований один з двох гірськолижних спусків в Ісландії. Також це значний гірськолижний курорт;
- ліс Kjarnaskógur;
- гори Súlur, Strýta, Kerling.

### Цікаві та визначні місця Акурейрі[35]
- Ботанічний сад Акурейрі, де зібрано близько 400 ісляндських та 7500 іноземних рослин;
- Старе місто (Inbærinn);
- Різдвяний сад Jólagarðurinn;
- Туристичний центр Акурейрі та півночі Ісландії;
- Муніципалітет міста Акурейрі;
- Музей Акурейрі;
- Музей Авіації;
- Музей Мистецтва;
- Музей промисловості Ісландії в Акурейрі;
- Поле для гольфу Jaðarsvöllur;
- Басейн Акурейрі (Sundlaug Akureyrar).

## Спорт
У місті діють 2 футбольних клуби: Акурейрі та Тор. При клубах також є секції гандболу, дзюдо та інші секції. 2006 року ці два клуби об'єднали свої гандбольні команди в одну, під назвою ГК «Акурейрі». В Акурейрі також присутні зимові види спорту. В місті діє один з двох гірськолижних спусків в Ісландії — Hlíðarfjall. Другий розташований в Ólafsfjörður. Також в Акурейрі організовуються подорожі на снігоходах, скутерах, лижах. Проводяться ігри з хокею.
- У 2017 році на льодовій арені Акурейрі відбувався турнір чемпіонату світу з хокею з шайбою серед жінок.
- У 2020 році Акурейрі приймало чемпіонат світу з хокею із шайбою (дивізіон ІІ, жінки) ІІХФ, який відбувся з 23 по 29 лютого 2020 року в одній групі В[36]. У чемпіонаті взяла участь жіноча збірна України з хокею із шайбою[37][38].

## Народилися в Акурейрі
- Фрідрік Омар (ісл. Friðrik Ómar Hjörleifsson) — учасник Пісенного конкурсу Євробачення 2008 у складі дуету Eurobandið.
- Йо́ун Йо́усеп Сна́йб'єрнссон (ісл. Jón Jósep Snæbjörnsson, відоміший як Йо́унсі (ісл. Jónsi) — ісландський співак, представник Ісландії на Євробаченні 2004[39] і 2012.
- Йоуганн Гафстейн (ісл. Jóhann Hafstein; 19 вересня 1915 — 15 травня 1980) — ісландський політик, зайняв пост прем'єр-міністра країни після загибелі Б'ярні Бенедіктссона.

## Галерея

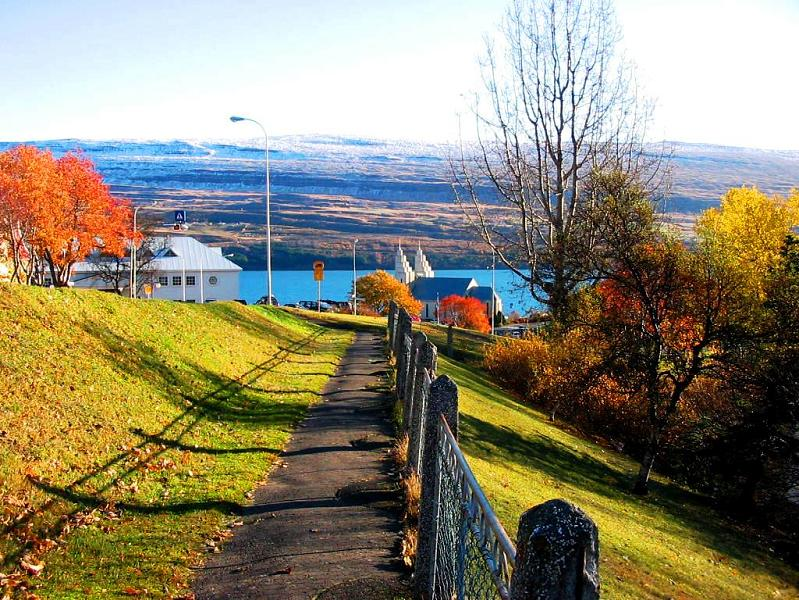
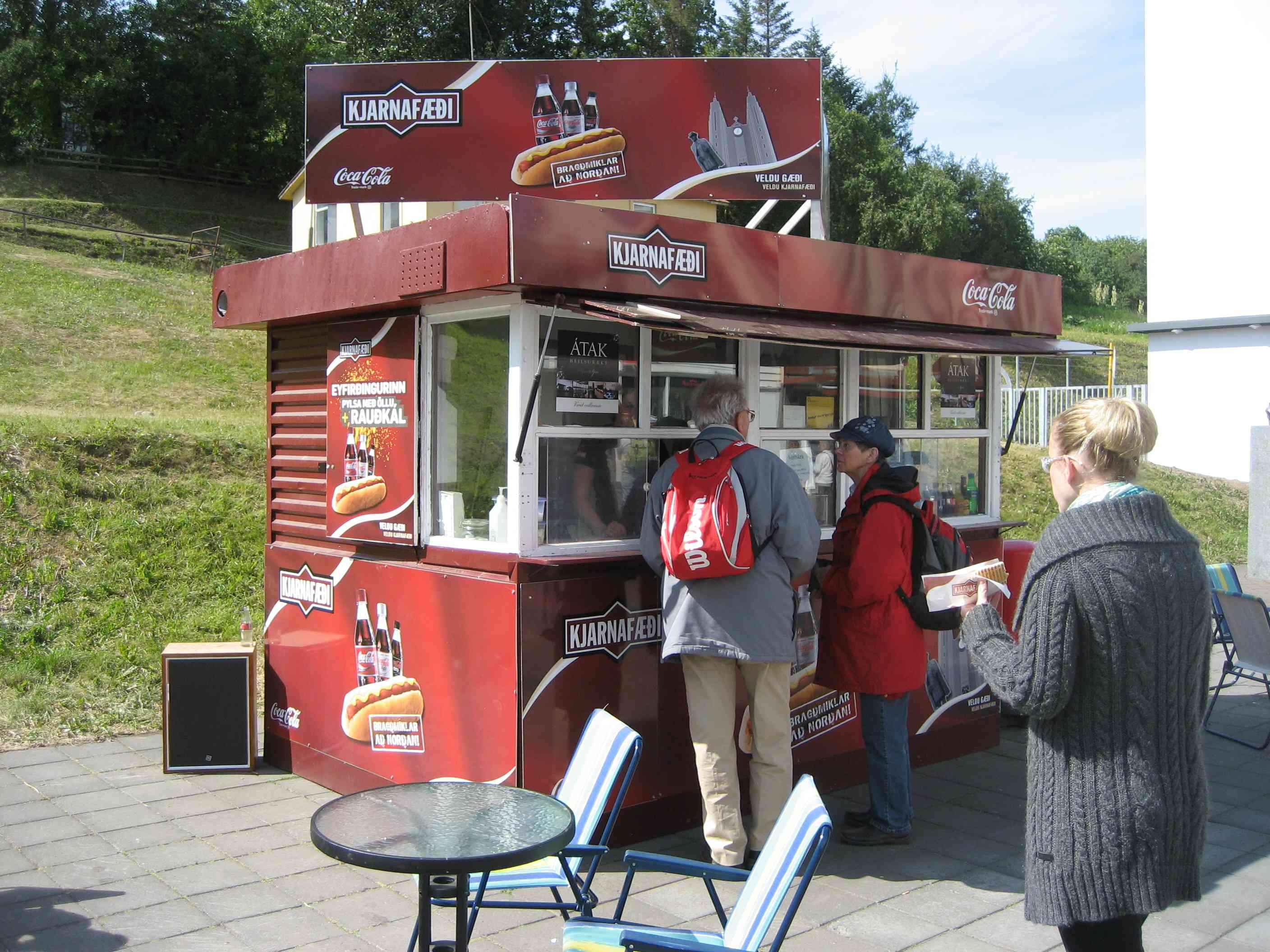
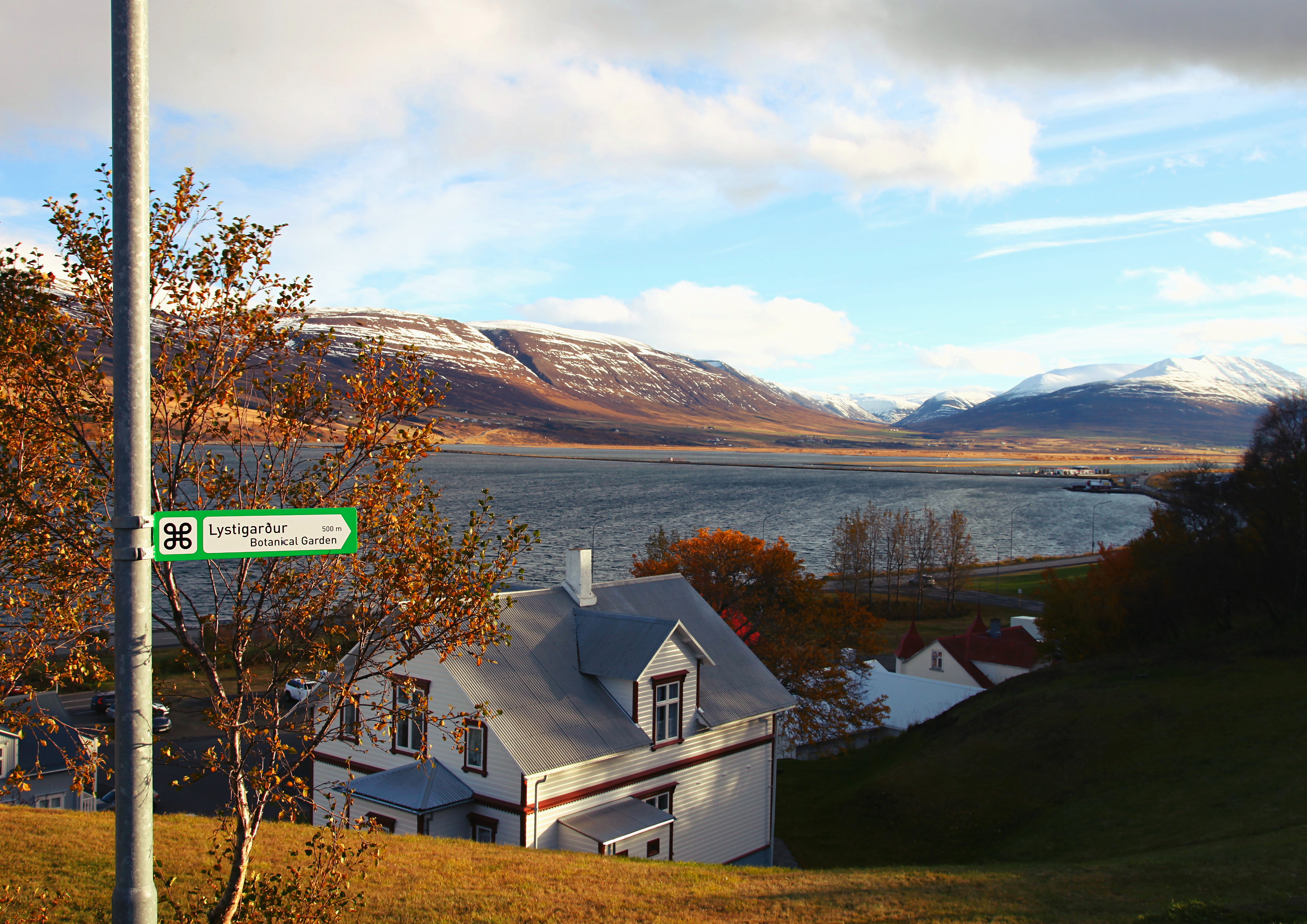
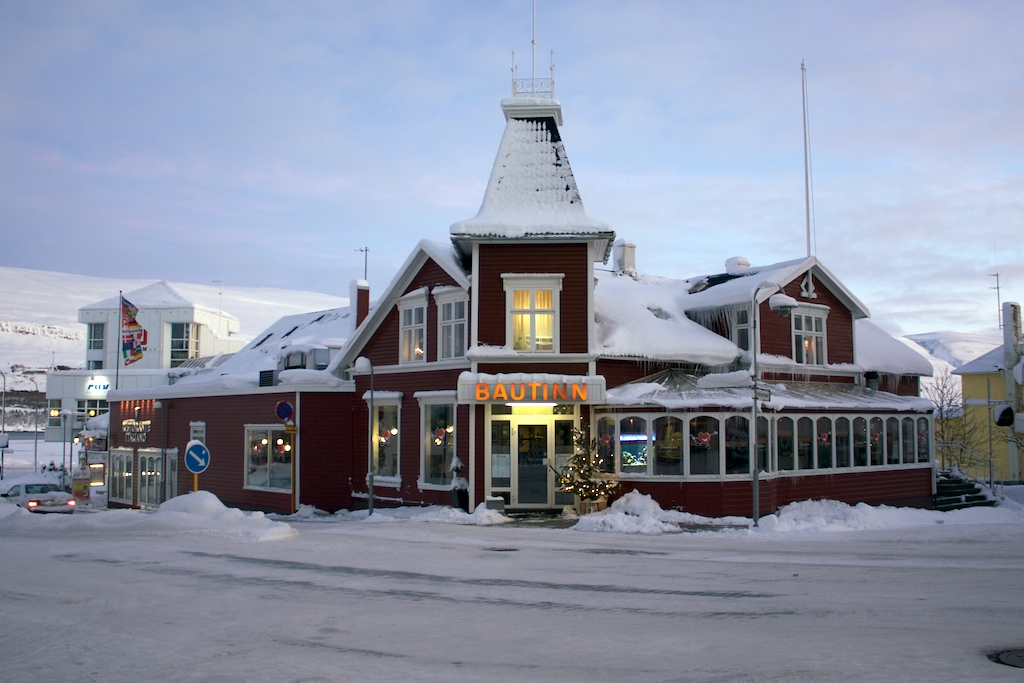
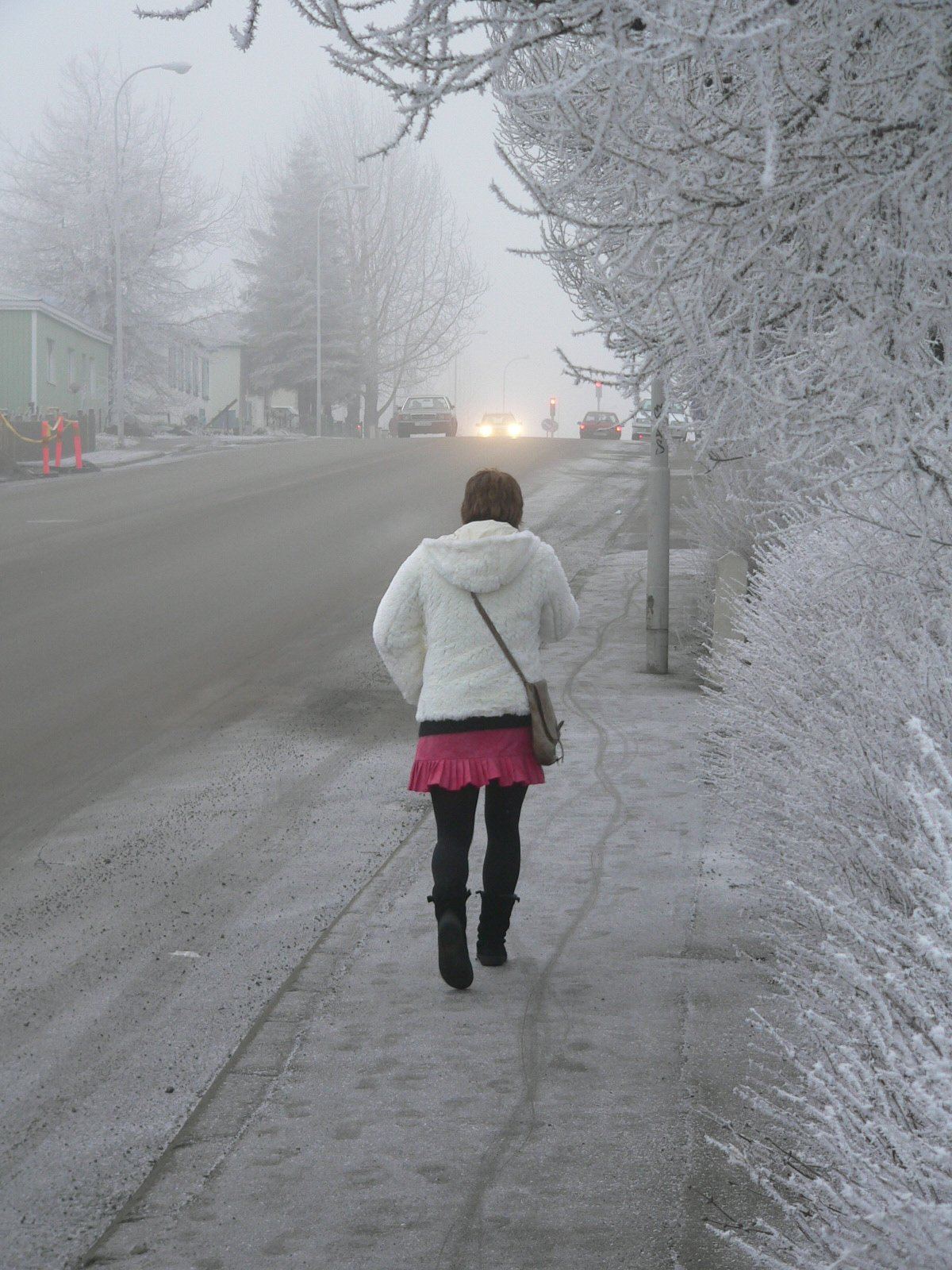
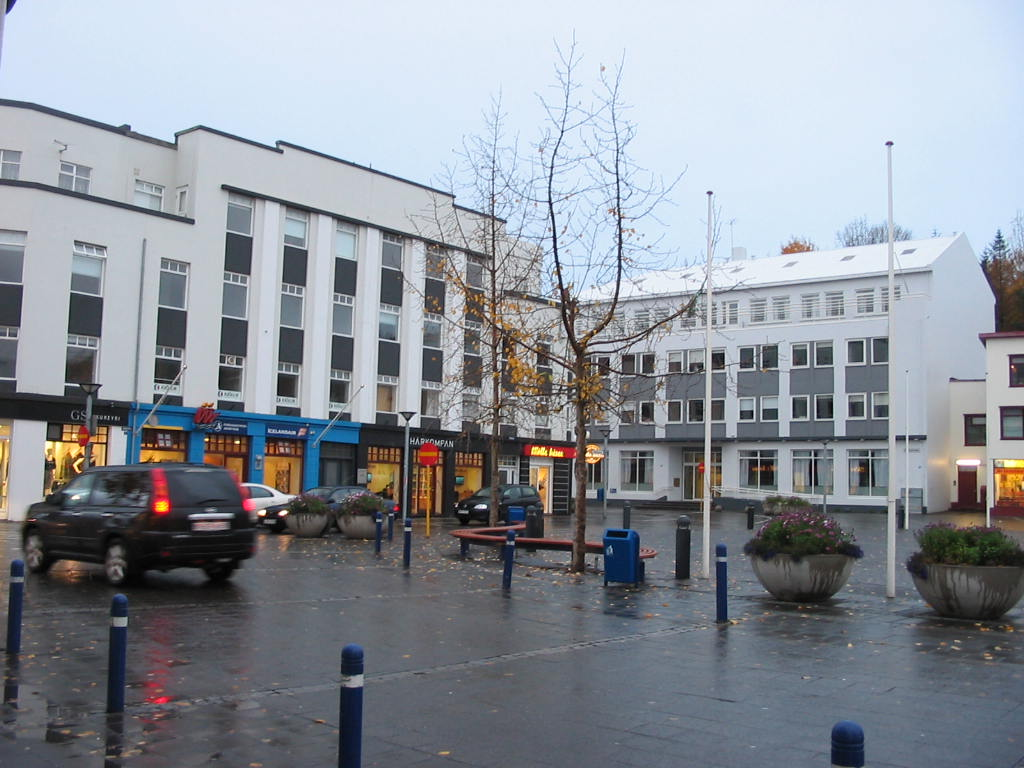
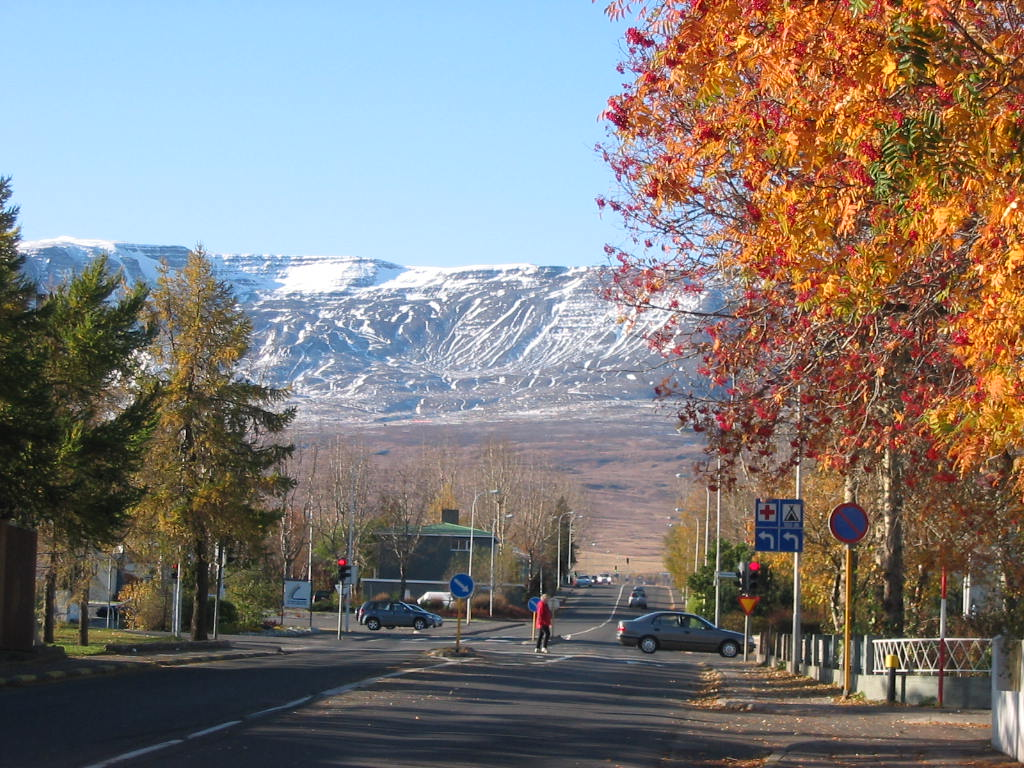

## Зовнішні джерела
- Офіційна сторінка міста [Архівовано 5 листопада 2020 у Wayback Machine.]
- Вебкамера Акурейрі [Архівовано 15 серпня 2021 у Wayback Machine.]

| Ісландія | Це незавершена стаття з географії Ісландії. Ви можете допомогти проєкту, виправивши або дописавши її. |